# Diogo Dias

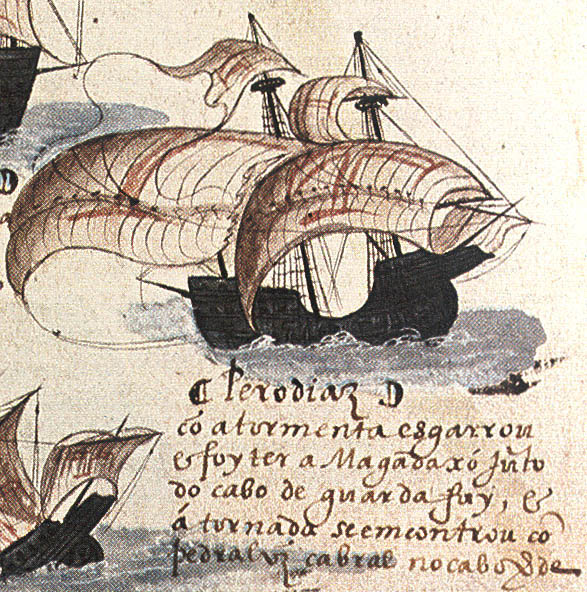
Loď Diogo Diase při plavbě do Indie.

Diogo Dias (před rokem 1450,? Portugalsko – po roce 1500?) byl portugalský mořeplavec a objevitel, bratr Bartolomeu Diase. V roce 1500 se účastnil plavby jako kapitán jedné z lodí výpravy Pedra Cabrala do Indie. Cestou objevili ostrovy Cabo Verde, které podle údajů byly neobydlené. Při další cestě na jih se dostali do bouře u mysu Dobré naděje v níž zahynul jeho bratr Bartolomeu Dias. On sám se s lodí oddělil od ostatních a pokračoval směrem do Indie. Při plavbě objevil ostrov Madagaskar.